# 阿德里耶
阿德里耶（法語：Adriers，法語發音：[adʁije]）是法国新阿基坦大区维埃纳省的一个市镇，位于该省东南部，属于蒙莫里永区。

## 地理
阿德里耶（46°15'25"N, 0°47'51"E）面积68.09 平方千米，位于法国新阿基坦大区维埃纳省，该省份为法国中西部省份，北起曼恩-卢瓦尔省和安德尔-卢瓦尔省，西接德塞夫勒省，南至夏朗德省，东南接上维埃纳省，东临安德尔省。
与阿德里耶接壤的市镇（或旧市镇、城区）包括：利勒茹尔丹、拉蒂-圣雷米、穆利姆、穆萨克、布卢尔德河畔穆泰尔、内里尼亚克、佩尔萨克、普莱桑斯、瓦尔-加尔唐普河谷村。

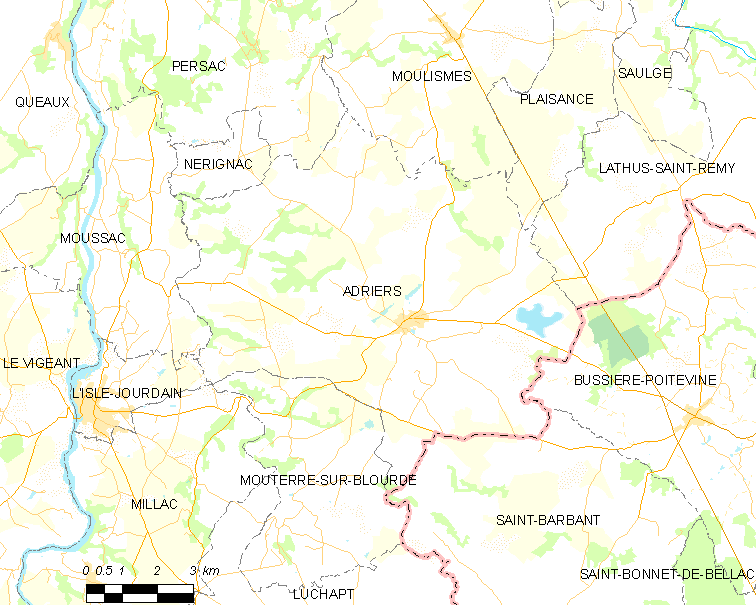
阿德里耶的OSM定位图

阿德里耶的时区为UTC+01:00、UTC+02:00（夏令时）。

## 行政
阿德里耶的邮政编码为86430，INSEE市镇编码为86001。

## 政治
阿德里耶所属的省级选区为吕萨克堡县。

## 人口

1962-2008年间阿德里耶人口变化图示

阿德里耶于2022年1月1日时的人口数量为701人。